# Microcyba falcata
Microcyba falcata är en spindelart som beskrevs av Holm 1962. Microcyba falcata ingår i släktet Microcyba och familjen täckvävarspindlar.
Artens utbredningsområde är Uganda. Inga underarter finns listade i Catalogue of Life.